# Sultan (Waszyngton)
Sultan – miasto w Stanach Zjednoczonych, w stanie Waszyngton, w hrabstwie Snohomish.